# جاك غروسمان
جاك غروسمان (بالإنجليزية: Jack Grossman)‏ هو لاعب كرة قدم أمريكي، ولد في 1 نوفمبر 1910 في بولندا، وتوفي في 6 فبراير 1983 في هوليوود في الولايات المتحدة. لعب مع Brooklyn Dodgers (NFL) ‏.